# Dornier Do H Falke
Dornier Do H Falke – pierwszy niemiecki samolot myśliwski, zaprojektowany i zbudowany w Niemczech po zakończeniu I wojny światowej. Opracowana przez przedsiębiorstwo Dornier.

## Historia
6 maja 1920 roku, Szef Kierownictwa Armii generał Hans von Seeckt rozkazem dziennym rozwiązał siły powietrzne. Była to konsekwencja postanowień traktatu wersalskiego podpisanych przez Niemcy 28 czerwca 1919 roku. Zabraniających artykułem 198 posiadania przez Niemcy własnych sił powietrznych. W kwietniu 1922 roku wydano zgodę na produkcję w Niemczech niewielkich samolotów cywilnych. Ich osiągi poddane zostały ograniczeniom, uniemożliwiającym zbudowanie na ich bazie maszyn wojskowych. Tym niemniej, możliwość projektowania własnych konstrukcji została wykorzystana między innymi przez inżynierów Dorniera. 
Zespół konstruktorów, w skład którego wchodzili Claude Dornier, Richard Vogt i Alexander Lippisch, na bazie pochodzącej z 1918 roku maszyny Zeppelin-Lindau D.I, zaprojektowali nowy samolot oznaczony jako Do H. Dwupłatowy układ zastąpili sprawdzonym w Fokkerze D.VIII układem wolnonośnego górnopłata. Starannie zaprojektowany pod kątem aerodynamicznym kadłub pokryty został duralową blachą. Rysunki techniczne a następnie części samolotu wykonano w wytwórni Dorniera pod Friedrichshafen. Części przewieziono do Rorschach w Szwajcarii. Tam samolot zmontowano, otrzymał numer fabryczny W.Nr.33, szwajcarskie oznaczenie CH-87 a 1 listopada 1922 roku w Dübendorf oblatano. Maszyna została zakupiona przez amerykańską firmę Wright Aeronautical Corporation, rozebrana ponownie na części i wysłana statkiem do USA. Tam pod nowym oznaczeniem Wright WP-1 i nowym silnikiem Wright-Hispano-Suiza H3, wzięła udział w kwietniu 1923 roku w zawodach lotniczych zorganizowanych przez United States Navy, po których marynarka odkupiła samolot z przeznaczeniem do kontynuowania prób w locie.
Kolejne cztery płatowce zbudowano w filii Dorniera we Włoszech w Società Anonima Italiana di Costruzioni Meccaniche. Maszyny o numerach 11, 12, 13 i 16. Numer 17 posłużył do naziemnych prób wytrzymałościowych. Trzy z nich zamówił włoski rząd. Jeden  wziął udział konkursie na nową maszynę myśliwską dla lotnictwa Hiszpanii w 1923 roku ale rozbił się w trakcie pokazów. Dwa pozostałe weszły w skład lotnictwa włoskiego, które poszukując nowego myśliwca poddało je próbą eksploatacyjnym. Ostatecznie wybrano rodzimego Fiat CR.1 a obydwa Dorniery zwrócono włoskiej wytwórni gdzie poddano je modernizacji. Jeden z samolotów otrzymał pływakowe podwozie a obydwu zainstalowano nowe jednostki napędowe BMW IVa. Samoloty zostały przekazane Japonii, w ramach podpisanej 6 lutego 1924 roku umowy licencyjnej pomiędzy Dornierem a Kawasaki Dockyard Ltd. Maszyny zostały odebrane 10 sierpnia 1924 roku i na pokładzie statku przewiezione do Japonii. W Japonii samolot stał się bazą do zaprojektowania maszyny Kawasaki KDA-3
Ostatni z samolotów został zmodyfikowany na życzenie Ministerstwa Komunikacji Rzeszy. Zamontowano nowy silnik BMW IVa i oblatano w Szwajcarii w sierpniu 1925 roku. W styczniu 1926 roku, samolot na pokładzie statku trafił do Argentyny gdzie zaprezentowano go przedstawicielom armii. Po prezentacji, maszyna przeleciała z Mendoza w Argentynie do stolicy Chile Santiago pokonując po drodze pasmo Andów o wysokości dochodzącej do 6000 m. Samolot zaprezentowano stronie chilijskiej ale bez konsekwencji w postaci zamówień.

## Konstrukcja
Dornier Do H Falke był wolnonośnym górnopłatem, z kadłubem pokrytym blachą duralową. Skrzydło połączono z kadłubem za pomocą czterech zastrzałów. Skrzydło dwudźwigarowe, w części pokryte blachą a w części płótnem. Silnik widlasty Hispano-Suiza 8Fb napędzał dwułopatowe śmigło. Podwozie stałe z płozą ogonową. Otwarta kabina pilota umieszczona tuż za krawędzią spływu skrzydła. 